# Нове Каніґово
Нове Каніґово (пол. Nowe Kanigowo) — село в Польщі, у гміні Бодзанув Плоцького повіту Мазовецького воєводства.
Населення — 169 осіб (2011).
У 1975-1998 роках село належало до Плоцького воєводства.

## Демографія
Демографічна структура станом на 31 березня 2011 року:
|          | Загалом | Допрацездатний вік | Працездатний вік | Постпрацездатний вік |
| -------- | ------- | ------------------ | ---------------- | -------------------- |
| Чоловіки | 90      | 18                 | 57               | 15                   |
| Жінки    | 79      | 17                 | 40               | 22                   |
| Разом    | 169     | 35                 | 97               | 37                   |